# Meczet Królewski w Beracie
Meczet Królewski (alb. Xhamia Mbret, inna nazwa  Xhamia e Sulltanit) – zabytkowy meczet znajdujący się w Beracie, w południowej Albanii.

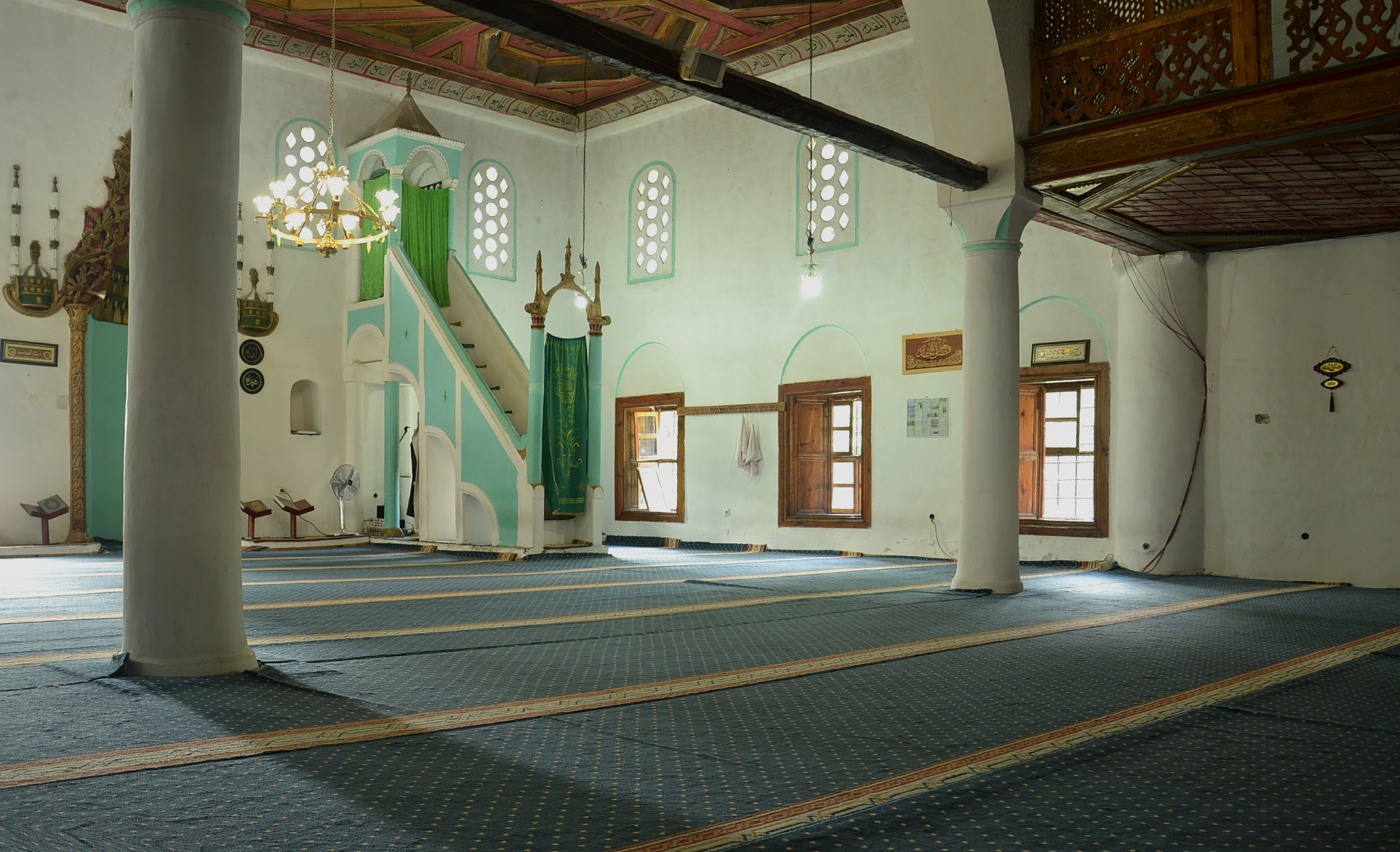
Wnętrze meczetu

Meczet należy do najstarszych w Albanii. Został wybudowany za panowania sułtana Bajazyda II w 1495 roku. Stanowił część centralną całego kompleksu świątynnego, który składał się z XVI-wiecznej szkoły muzułmańskiej medresy, karawanseraju, biblioteki oraz XVIII-wiecznego klasztoru (chanaki) bektaszytów. W latach 1832–1833 budynek został całkowicie przebudowany.
Po ogłoszeniu w 1967 roku przez Envera Hodżę „Rewolucji Ideologicznej i Kulturalnej” i deklarowania Albanii pierwszym na świecie państwem ateistycznym, rozpoczęły się represje wobec wszystkich wspólnot religijnych i kościołów w Albanii. Obiekty sakralne przejęło państwo, większość z nich zostało zdewastowanych, wiele zburzonych, jednak Meczet Królewski przetrwał. Zachowały się w nim XVIII wieczne freski oraz pewne elementy wystroju wnętrza. Na środku sufitu znajdują się rozety z inskrypcjami wersetów Koranu, a fryz pod sufitem zawiera 99 imion Boga.
W 1948 obiekt został wpisany na listę religijnych zabytków kulturowych Albanii (Objekte fetare me statusin Monument Kulture).